# 1994年膳食补充剂健康与教育法
《1994年膳食补充剂健康与教育法》（Dietary Supplement Health and Education Act of 1994；缩写：DSHEA）是美国1994年通过的一项法案，用于定义和管理膳食补充剂。它限制了美国食品药品监督管理局的权力，允许膳食补充剂在没有科学支持其健康和医疗效用的情况下进行销售、推广。

## 背景
1980年代末90年代初，《1991年营养品广告协调法案》（Nutrition Advertising Coordination Act of 1991）因收紧补充剂宣传方法而遭到许多保健食品公司反对，它们开始游说政府推翻该法案，并通过广告来吸引一般民众注意。例如当时一则流行广告中，梅尔·吉布森因服用维生素C补充剂而遭到FDA特工突击搜查、逮捕。
参议员奧林·哈奇和湯姆·哈金于1994年提出了《膳食补充剂健康和教育法》。其中，哈奇曾获补充剂制造商（如XanGo和賀寶芙）的大量资金支持。1994年10月25日，比尔·克林顿总统正式签署法案。

## 评价
这项法案受到膳食补充剂生产商的欢迎，它们认为这使消费者可以轻松获得想要的膳食补充剂，是“健康自由的基石”。
但这项法案也遭到不少人批评，史蒂芬·诺韦拉说：
|  | DSHEA和NCCAM给大众提供了这么一个方案：让补充剂厂商可以随意宣传、自由销售没有证实疗效的产品，我们则给大众提供可靠研究来鉴别它们。这项“实验”（实际上就是一个给补充剂厂商的大礼）是一项大失败。结果导致补充剂厂商向市场倾销大量没用的产品及发布虚假宣传。 |

法案通过后，FDA只有在明确证实补充剂有害健康时才能出手干预，而不需要生产商提前证明。法案通过时时任FDA局长的大卫·亚伦·凯斯勒表示：“国会对保护消费者免受补充剂危害毫无兴趣，更别说虚假宣传了”。